# 映画ドラえもん のび太の宇宙小戦争 2021
『映画ドラえもん のび太の宇宙小戦争 2021』（えいがドラえもん のびたのリトルスターウォーズにいまるにいいち）は、2022年3月4日に公開された日本のSFアニメーション映画。藤子・F・不二雄の漫画『ドラえもん』を原作とした、「映画ドラえもん」シリーズ通算第41作。
小学館創立100周年記念作品。
監督は山口晋、脚本は佐藤大。
本作は大長編シリーズの1作『ドラえもん のび太の宇宙小戦争』(1985年) のリメイク作品。『映画ドラえもん のび太の南極カチコチ大冒険』（2017年）から『映画ドラえもん のび太の新恐竜』（2020年）まで全てオリジナル作品であったため、リメイク作品としては『映画ドラえもん 新・のび太の日本誕生』（2016年）以来6年ぶりとなった。そのため漫画版は描かれず、代わりに小説版が発売された。
当初は2021年3月5日公開予定だったが、2020年より続いた新型コロナウイルス感染症の流行に伴い、1年公開が延期された。
また、本作の音響技術はシリーズ初となるドルビーアトモスが採用され、ドルビーアトモス版が全国10都府県11館で同時公開された。
Blu-ray Disc・DVD発売より先行し、2022年8月12日にAmazon Prime Videoで独占配信を開始した。
キャッチコピーは「守ってみせる。友だちも、この星も。」。

## あらすじ
夏休みのある日。スネ夫・ジャイアン・出木杉・のび太の四人は、スネ夫の家でジオラマを使い、自主制作映画『宇宙大戦争』の撮影をしていた。ドラえもんも加わり映画制作が進む中、のび太はみんなの足を引っ張ってしまい、スネ夫・ジャイアンから仲間はずれにされてしまう。落ち込みながらの帰り道、スネ夫の家で拾った小さなロケットが本物らしいことに気付いたのび太は急いで家へ帰る。ドラえもんも帰ってきてロケットを調べると、中から現れたのは地球人よりも小さな宇宙人、パピだった。パピのロケットは故障しており、ドラえもんとのび太はロケットの修理をしてあげることに。翌日、パピのためにドールハウスを持ってきたしずかを加え、「スモールライト」で小さくなったドラえもんたちは、パピと一緒に遊んで交流を深める。その中でパピはしずかの顔立ちや仕草に、故郷へ残してきた姉・ピイナの面影を見る。
しずかと入れ替わりでやって来たジャイアン・スネ夫はパピの存在に驚くも、スネ夫のアイディアで「スモールライト」を使い小さくなり、ジオラマの中で『宇宙大戦争』の撮影を始める。そこへクジラ型の戦艦が現れて攻撃を受け、ドラえもんたちはピンチに陥る。なんとか危機を脱したが、訳がわからないドラえもんたちに、パピは自分がピリカ星の大統領であり、反乱軍の攻撃から逃れてきたことを明かす。反乱軍を率いる将軍・ギルモアが、PCIA（ピシア）という組織を作り、その長官・ドラコルルがパピを捕まえに地球へ現れたのだ。事情を知ったドラえもんたちはパピに協力することを決め、顔がまだ知られていないしずかの部屋に「かべ紙秘密基地」を貼り、中でパピを匿まうことに。
しかし数日後。ドラコルルが放った探査球によってパピの居場所がばれてしまい、「スモールライト」で小さくなっていたしずかは捕虜となってしまう。夜の公園でパピはしずかと引き替えに自分の身を差し出そうとするが、そこへパピの愛犬・ロコロコと共にドラえもんたちが改造戦車「アストロタンク」で救出へ現れる。無事2人の救出に成功したものの、ドラコルルによってピイナが捕まっていることを知った一同は、修理が終わったロケットでピリカ星へと向かう。
自由同盟の基地で盟主・ゲンブと会い、作戦を考えるドラえもんたち。そんな中、責任を全て負おうと決めていたパピは1人でピリカ星に向かい、ギルモアの戴冠式へ出席を決める。ドラコルルによる報道を受け、地下組織に早く自由同盟の作戦を伝えようと、ドラえもん・のび太・ジャイアン・ロコロコは、ピリカ星に落下する隕石に乗じ「アストロタンク」で乗り込むことに。一方、自由同盟の基地で待機することになったしずか・スネ夫は、ドラえもんたちの無事を祈る。
地下組織の隠れ家へたどり着き、作戦内容を伝えたドラえもんたちは、「スモールライト」がPCIAの基地にあることを知る。そこへPCIAが攻め入り、地下組織のメンバーたちが捕まってしまう。地下組織のリーダーの手助けで脱出したドラえもんたちは、「スモールライト」奪還のため「石ころぼうし」をかぶり、PCIAの基地へ侵入する。だが全てはドラえもんたちをおびき出す罠であり、のび太を残しドラえもんたちまで捕まってしまう。自由同盟も基地の場所をついに知られ、差し向けられたおびただしい数の無人戦闘機が迫ってくる。「アストロタンク」を駆り、自由同盟と共に立ち向かうしずかとスネ夫。
そしてギルモアの戴冠式の日。パピはテレビ中継カメラの前で演説を始める。地球でドラえもんたちと出会い、知ったこと。そして、独裁者であるギルモアへの怒り。パピの演説に心を動かされたピリカの人々はこのままではいけないと、次々声を上げ立ち上がる。路上で一夜明かし満身創痍だったのび太もパピの中継映像と、処刑場へ送られるドラえもんたちを乗せた護送車を見て再び奮起し、処刑場へと向かう。
その頃、無人戦闘機との戦いに勝利したしずかとスネ夫はピリカ星へやってきていた。しかしPCIAの電磁パルスミサイルで「アストロタンク」は制御不能に陥り、海に落下してしまう。一方ビルの屋上にある処刑場へたどり着いたのび太も、パピを助けようとし、共に屋上から転落してしまう。絶体絶命のその時、しずかとスネ夫の体が巨大化を始める。「スモールライト」の効き目が切れて、元の大きさに戻ったのだ。転落したのび太、磔にされていたドラえもんとジャイアンも元の大きさに戻り、離ればなれだった五人は集結し再会を喜ぶ。
助けられたパピたちは地下組織のリーダーたちと共に民衆へ呼びかけるため放送局へ向かい、ドラえもんたちはPCIAの無人戦闘機たちと戦いを繰り広げる。ドラコルルたちが乗ったクジラ型戦艦の攻撃に苦戦するも、力をあわせてこれに反撃。逃げる戦艦に飛び乗ったジャイアンの一撃で戦艦は海へ不時着し、ドラコルルも降伏する。
一方ギルモアは一人で宇宙空港に向かい逃亡を図ろうとしたが、シュプレヒコールを上げるピリカの民衆に取り囲まれてしまう。敗北を悟ったギルモアはその場にへたり込み、独裁に終止符が打たれる。自由を取り戻し喜び合う人々から離れ、久々に姉と弟、家族水入らずの会話をするパピとピイナ。ピイナの言葉でパピはずっと堪えていた涙を流し、それをピイナは受け止めた。そして「スモールライト」を取り戻したドラえもんたちはパピたちと再び会う約束をし、地球へと帰還する。
後日、スネ夫の家では完成した『宇宙大戦争』の試写会が開かれていた。映画を観た出木杉はその仕上がりに驚き、どうやって撮影したのかをドラえもんたちに尋ねる。するとドラえもんたちは身を乗り出し、「聞きたい?」とピリカ星での冒険の思い出を語ろうとするのだった。

## 登場人物

### レギュラーキャラクター
ドラえもん
声 - 水田わさび
子守りネコ型ロボット。野比のび太を一人前の大人にするため、22世紀の未来からやってきた。どら焼きが大好き、ネズミが嫌い。
旧作とは異なり、スネ夫に「クロマキーセット」を提供し、スネ夫の映画撮影に参加する。
野比 のび太（のび のびた）
声 - 大原めぐみ
ドラえもんに面倒を見てもらっている小学生。勉強も運動も苦手、何をやらせてもドジばかりの少年。特技は睡眠、射撃、あやとり。
源 静香（みなもと しずか）
声 - かかずゆみ
本作のヒロイン。のび太が憧れるクラスメイトの少女。愛称は「しずかちゃん」。お風呂が大好き。趣味はバイオリンだが、とても下手。
本作では、「スモールライト」を使って自分を小さくし、お人形の家で温かい牛乳で牛乳のお風呂を楽しんだ。パピの姉であるピイナと容姿がとても似ているため、パピに姉だと間違われることがある。
剛田 武（ごうだ たけし）
声 - 木村昴
のび太のクラスメイトの友達。乱暴なガキ大将。通称は「ジャイアン」。趣味は歌うことだが、信じられないような悪声だ。
骨川 スネ夫（ほねかわ スネお）
声 - 関智一
のび太のクラスメイトの友達。家庭が裕福であり、自慢話が好きな少年。
本作では、自分で作った戦車の模型を提供し、ドラえもんの道具を使ってその戦車を改造する。その戦車はPCIAから「どんな攻撃も受けつけない戦車」と称されている。
野比 玉子（のび たまこ）
声 - 三石琴乃
のび太の母。
本作では、声のみの登場であり、キャラクターデザインは登場しない。
出木杉 英才（できすぎ ひでとし）
声 - 萩野志保子
のび太のクラスメイトの少年。学業優秀でスポーツ万能、非凡な知識を持つ優等生。
旧作とは異なり、本作では冒頭からスネ夫の映画撮影に参加しているが、後に塾の合宿のために撮影から離れた。終盤では、5人が完成させた映画にとても驚いている。
しずかのママ
声 - 折笠愛
クロ
声 - 花藤蓮
のび太の町にいる野良猫。パピに操られ、PCIAからしずかを救い出した。

### ゲストキャラクター

#### 自由同盟
パピ
声 - 朴璐美
ピリカ星の大統領を務める少年。10歳で大統領に就任した。体は小さいが責任感は強い。デザインが原作および旧作より改められ、頭身が高くなり顔立ちも丸顔からシャープに、さらに前髪が加わっている他手も指が追加されている。お人好しで嘘が嫌い。困っている人を見ると放っておけず、誰かを守りたいという意志が国民たちの共感を集め、ピリカ星では初めてとなる少年大統領に選ばれた。心中では恐怖心を抱いているものの、大統領としての立場から隠していたことをスネ夫に吐露した。
ロコロコ
声 - 梶裕貴
パピの愛犬で、言葉を話す能力を持つ。人懐っこいが話が長い。体や耳の色が、旧作とは異なっている。前足はないが、耳に当たる部分が前足と同等の機能を持つ。
ゲンブ
声 - 玄田哲章
ピリカ星の元・治安大臣で、ギルモアへの抵抗組織・自由同盟の盟主。パピと同様にデザインが原作および旧作より改められている。
ピイナ
声 - 松岡茉優
パピの姉であり、ピリカ星の大統領補佐官。原作および旧作には登場しない本作のオリジナルキャラクター。容姿がしずかにとても似ている。パピを脱出させた後、自由同盟の体制を整えるために自ら囮となり、PCIAの捕虜となってしまった。
地下リーダー
声 - 内海崇
ピリカ星で結成された地下組織のリーダー。アジトがPCIAに発見された際、ドラえもん達の逃走を手引きする。
パイロット
声 - 駒場孝
自由同盟のパイロット。無人戦闘機に追われているところをドラえもん達に助けられる。
オペレーター
声 - 鳥海勝美、利根健太朗、高梨謙吾
地下メンバー
声 - 藤原貴弘、瀧本富士子
メンバー
声 - 慶長佑香、菅谷弥生

#### PCIA
ギルモア
声 - 香川照之
ピリカ星の将軍。容姿は原作・旧作に近いが服装のデザインは原作に近い。自らの反対分子に対しては情け容赦がない。大統領であるパピに対し反乱を起こし、自らが皇帝になることを目論む独裁者。パピの協力者としてドラえもんたちを処刑しようとしたが、パピの呼びかけにより一斉蜂起した国民の反乱により失脚する。
ドラコルル
声 - 諏訪部順一
ギルモアの側近で、ピリカ星の情報機関・PCIAの長官。パピを追放まで追い込み、地球へ逃亡したパピを追っている。旧作同様に原作よりも細面だが服装のデザインは原作に近い。今作でも有能かつ冷酷な長官として描かれているが、旧作同様にジャイアンによってクジラ型戦闘艦を海に落とされ、つまみ上げられた際は潔く負けを認め、ドラえもん達に副官や部下達の安全を確保しようとするなど部下思いな長官としても描かれている。またギルモアが自身を含めた部下達を信用していないのも旧作と同じだが、逆に彼自身は部下達との信頼関係をより重視している。終盤でギルモアの行方を聞かれた際には、ギルモアが民衆らに捕まっていることを予想し、その予想は的中することになった。
副官
声 - 武田幸史
ピリカ星の情報機関・PCIAの副官。原作および旧作には登場しない本作のオリジナルキャラクターで、名前は不明。着用しているヘルメットや服装は旧劇場版のドラコルルによく似ている。ドラコルルを引き立たせるキャラクターとして紹介されている。ドラコルルに負けず劣らずの有能な副官で彼の指令に柔軟に対応し部下にも的確な指示を出し、作戦中に本部からの連絡が来ても後回しにする判断も下す。パピがしずかを助けるために投降した際には舌を見せておどけた態度を見せつけるなどコミカルな面も持つ。終盤でドラコルルがジャイアンに捕まった際は（ジャイアンとの圧倒的な力の差を前にしても）銃を向けて彼を放すように要求するなどドラコルルへの信頼も厚い。
ピシア兵
声 - 鈴木琢磨、柳沢栄治、古川裕隆
ピリカ星の情報機関・PCIAの隊員達。ドラコルルと副官に指示に従い、忠実に任務をこなす。少々ドラコルルへ判断を依存してしまう傾向があるものの、彼らもまた優秀でドラえもん達が流れ星のふりをして戦車でピリカ星に侵入した際はわずかな違和感からその正体を疑い、ドラコルルに勘付かれてしまうことになる。
ギルモアの運転手
声 - 不明
運転手ロボット。ギルモアが逃走中に乗っていた車の運転手。民衆たちによって止められた後、ギルモアを置いて一人で逃げた。

#### その他
トラック運転手
声 - 不明
のび太の町のトラック運転手の2人。スネ夫の家の前を通り過ぎた際に、突然飛び出してきたPCIAの戦艦と衝突し、戦艦を壊してしまった。
ピリカ星の住民
声 - 不明
ギルモアの戴冠式でパピの演説に打たれ、独裁者ギルモアに対抗する決意をした。映画終盤では、怒った住民たちがギルモアの車を止めた。

## スタッフ
| 原作                                 | 藤子・F・不二雄 |
| キャラクターデザイン/総作画監督      | 丸山宏一 |
| メカニックデザイン                   | 石垣純哉 |
| プロップデザイン                     | 鈴木勤 |
| 演出                                 | 加来哲郎 げそいくお 岡野慎吾 |
| 美術監督                             | 河合伸治 |
| 撮影監督                             | 末弘孝史 |
| 撮影特殊効果                         | 大矢創太 |
| 編集                                 | 小島俊彦 |
| 録音監督                             | 田中章喜 |
| 音響効果                             | 北田雅也 |
| 音楽                                 | 服部隆之 |
| 脚本                                 | 佐藤大 |
| 監督                                 | 山口晋 |
| 企画                                 | 赤津一彦(藤子プロ) 梅澤道彦(シンエイ動画) |
| 絵コンテ                             | 山口晋 |
| 演出助手                             | 小笠原卓也 |
| 作画監督                             | 大城勝 山川浩臣 清水洋 岸野美智 茂木琢次 浦上貴之 三輪修 山下晃 |
| エフェクト作画監督                   | 桝田浩史 遠藤正明 |
| メカニック作画監督                   | 鈴木勤 |
| 作画監督補佐                         | 佐藤雅弘 松永絵美 宮本佐和子 田中薫 中本和樹 曽々木安恵 |
| 原画                                 | 大塚正実 遠藤正明 佐藤雅弘 松永絵美 大橋実 秋津達哉 内田信也 宮本佐和子 神戸佑太 北山修一 山下晃 加来哲郎 曽々木安恵 堤舞 千葉ゆみ 箕輪博子 阿部美佐緒 松井啓一郎 八木郁乃 廣江啓輔 増田敏彦 石田廣二 古佐小吉重 松田真路 大武正枝 森久司 蒼依ふたば 大森英敏 後藤圭二 安藤義信 小野加奈子 伊藤一樹 小池沙央里 香月志保 藤本雄一朗 海岸麻由子 本吉晃子 野間千賀子 岡昭彦 藤田優奈 小澤和則 スタジオレオ WIT STUDIO 安藤義信 桝田浩史 大城勝 岡野慎吾 糸篠絵里 小島崇史 岸野美智 清水洋 西村貴世 吉田奏子 山川浩臣 |
| 作画協力                             | スタジオドリアン コミックス・ウェーブ・フィルム オープロダクション 動画工房 マカリア トリガー 7COMm Japan |
| 第二原画                             | 𠮷田清美 三浦綾華 五十嵐直子 植田千湖 甲斐順子 降旗秀吉 伊久美安里 池川陽子 瀬田光穂 篠原真紀子 尾沢あとり 吉永大貴 藤原巧和 浦松貴楽 加来由加里 武藤信宏 伊藤阿祐美 簡野奈々 遠藤恵 鈴木良子 南東寿幸 九重亜夜 佐久間康子 瀬口芳輝 菅原美咲 千葉ゆみ 逆井淳美 前川葵 竹内光穂 北野幸広 川崎美穂 針生桐子 長谷川文香 井上高広 松本早織 田中菜々美 白熊 永井美月 大倉佳苗 山下梨早 david production 稲垣美奈 鎌田英里 板橋美沙 COBOS RAI R.I.C アニタス神戸 WHITE FOX スタジオレオ アニメTOROTORO CJT 4tune SHARP ENTERTAINMENT STUDIO CL |
| 動画検査                             | 神谷由季 堀之内梨絵 八木里沙子 |
| 動画検査補佐                         | 田中陽子 |
| 動画                                 | ベガエンタテイメント 堀江佑 宮本美智子 川重希 高橋美由希 諸隈瑛美 濱田夢子 吉田詩衣乃 栁井彩夏 柳谷華果 スタジオエル 岩本明美 清水優光 小池和里 優利動画 旭陽動画 kikisin ORANGE RYU JA YOUNG HAN SONG HEE KIM MIN AE JEONG HYUN JEONG KIM JUNG LAN PARK NAN HEE SON SEON AH LEE KYUNG MI SON YOUNG JU PARK JI YOUNG BACK SEUNG HUN オープロダクション 藤原よしえ 山本芽以 兒玉理和 MAP 樊如军 张军 王小海 樊如雷 樊如伟 张启欣 林中惠 朱永 候英云 董敏 曹响 杨春霞 刘苏 徐迎春 孙超 赵云霞 仇非易 黄冰芝 李春辉 王洪飞 顾卫兵 钱嵩渭 沈国圆 Wish 八木里沙子 木村光貴 古池晴香 藤田ひかる Lai Thi Hai Yen 井原海斗 下池萌絵 Yang Yuyi 阿部開 小橋幸亮 太観アニメ 王鵬 張蒙 南海 王暁正 呉小松 馬叢 TOEI ANIATION PHILS.,INC. BRIAN JULIUS TIBI EDGAR ALLAN ALCABAZA ROWENA COQUIA REY-AN SANTOS LOUIS ANGELO DESCALZO FERDINAND CHAVEZ SUNNY MARK ANZURES FRANCISCO DELA ROSA JR JULIO RIVERRA III 家野尚代 池田好花 大東郁子 梅林由加里 高貫千津 藤野京子 長谷川夏美 りお さとうはやて 田仲マイケル OLM R.I.C 武蔵野制作所 シンエイ動画 |
| 色彩設計                             | 横井未加 |
| 色指定/検査                          | 倉内美幸 和田舞奈 大塚奈津子 |
| 仕上                                 | ベガエンタテイメント 高橋めぐみ 松浦晴花 松浦沙恵 宮本律希 スタジオエル 真水由貴 今村雪絵 大西幸恵 亀井菜海子 木下美佳 木村智美 桑原悠登 小西流星 佐伯桃果 手塚美寿々 樋之口俊貴 中島直樹 中野夏帆 沼田千晶 林大樹 堀内元 藤澤亮子 藤田和実 藤原由璃奈 松林彩 森直紀 森脇弘史 ORANGE AN YOUNG AE MOON SUNG HEY KIM EUN HEE JUN EUN JOO CHOI SU KYOUNG LEE YEON JU KIM SEON MI OH KYUNG HEE SHIN SANG YEON HWANG JI YOUNG MAP 张利林 王雪 张利新 赵艳 庄梦思 陈娟 张红娇 纪新浪 纪新浪 刘恒强 田海平 施鹏 Wish 伊藤敦子 井上泉 山﨑久美子 古河寿子 天本洋介 田中恵梨香 櫻井沙弥香 Nguyen Thi Kim Phuong 木上奈緒 西之園未来 宮迫一成 曽根菜津紀 臼田資史 小山博司 小山裕子 小山美奈 南澤理恵 滝澤弘志 スタジオ・ロード 大場昭子 TOEI ANIATION PHILS.,INC. MARICAR BALATBAT BRENDA GARDUNO ENRICO GARDUNO RODELIO SANTOS RYAN PRAJINOG NOEL SANTOS PETER PAUL GALANG 佐久間ヨシ子 梶岡知央 スタジオ・ロード 大場昭子 R.I.C 武蔵野制作所 |
| 美術監督補佐                         | 越膳滝美 氣賀澤佐知子 |
| 美術設定                             | 河合伸治 知本祐太 |
| 背景美術                             | スタジオ・ユニ 佐川恵美子 落合茉保 藤本智 村山茉優 坂場真琴 本多美紀 宮良子 アートチーム・コンボイ 谷口純基 伊藤朱美 飯塚楓 岩重詩織 竹中勇馬 中村隆 ぴえろ 松浦真治 Touch STUDIO SEY Hwang Sun Mi Kim Kyung Suk NGUYEN TRUC SUONG PHAM THI THU HA 美峰 高峯義人 宮里和誉 藤井里咲 朱家羚 NGUYEN HUY NGUYEN NHAN NGUYEN ANH NGUYEN PHONG LE HUYEN CAO TAI TRAN VIET NGUYEN THAO LAM TRAM VO NY TIET GIAO CAO NHU TRAN THUAN BUI HIEU VO SAM じゃっく 西倉力 薫昌樹 LIU CHIA-YUN 三宅昌和 三宅早織 上垣裕起子 新間夏海 本多敬 黒部咲 佐藤瞳 前塚太一 知本祐太 |
| ミニチュア制作                       | 白組 |
| プロデューサー                       | 渋谷紀世子 |
| ミニチュアメーカー                   | 元内義則(GENMODELS) 佐々木利佳(GENMODELS) |
| ミニチュアシューティングクルー       | 細山正幸 菅波純 |
| ミニチュアコンポジター               | 船橋奨 小髙慶人 |
| CG制作                               | オクティグラフィカ 神林憲和 沖田貢靖 郷原市子 林太朗 |
| モニター・プロップデザイン           | 有馬トモユキ(日本デザインセンター) 宮﨑真一朗 和泉俊樹 安藤真生(日本デザインセンター) 田中千春 |
| 撮影                                 | アニメフィルム |
| 監修                                 | 熊谷正弘 |
| コンポジット                         | 花井延昌 ひろちけんじ 安野寿幸 宋洋 鈴木浩司 西山朋広 大森美奈子 桶田一展 倉田佳美 木次美則 手塚智鶴子 松澤秀子 山田廣明 土岐浩司 梅田俊之 |
| 特殊効果                             | 佐藤香織 |
| 撮影協力                             | エース・クリエイション 山本耕平 高橋芳美 小林慎吾 松澤浩之 今井雅士 斎藤秋男 スタジオエル 村上優作 西村徹也 スタジオシャムロック 岩井和也 中西智一 木村実乃理 倉田直季 須田康平 アスラフィルム 小島慎太朗 宮下加奈 川村綾 ライトフット 牧野真人 河合有紀子 熊井裕士 長野慎一郎 清水美香 梶原義大 阿部涼哉 大西博 Assez Finaud Fabric. 奥井厚子 大内香苗 藤巻鐘子 颱風グラフィックス 島史也 中村真衣 EXPLOSION 江藤英毅 木下尚也 |
| 線撮協力                             | 旭プロダクション アスラフィルム Assez Finaud Fabric. スタジオエル カスケード エース・クリエイション ライトフット 天狗工房 ラインファーム |
| 編集スタジオ                         | 岡安プロモーション |
| 編集助手                             | 藤本理子 山田健太郎 |
| ポストプロダクション                 | 東京現像所 |
| HD編集                               | 菊池亮 金沢佳明 |
| DCPマスタリング                      | 千木良保宣 脇坂美緒 |
| ラボ・デスク                         | 古澤嶺美 |
| ラボ・マネージメント                 | 塩田雅基 |
| 音響制作                             | AUDIO PLANNING U |
| ミキサー                             | 山本寿 原田純次 |
| アシスタント・ミキサー               | 栗原あいみ |
| ダイアログエディター                 | 田口信孝 渡辺翔太 山岸克章 岡田朋浩 |
| 音響制作デスク                       | 太田恵理子 |
| 音響効果助手                         | 北垣杏里 |
| フォーリーエディター                 | 堀内みゆき 佐藤杜美 |
| フォーリーオペレーター               | 林宏寸永 |
| フォーリー                           | 東宝スタジオ 東宝ポストプロダクションセンター |
| 東宝スタジオコーディネート           | 早川文人 立川千秋 西野尾貞明 |
| 東宝スタジオスタッフ                 | 岩城和弘 藤島敬弘 |
| MASTERED IN                          | ドルビーアトモス |
| ドルビー・サウンド・コンサルタント   | 河東努 |
| 背景音楽制作                         | |
| レコーディング・ミキシングエンジニア | 小幡幹男 |
| アシスタントエンジニア               | 佐藤千恵 |
| レコーディング・スタジオ             | サウンドインスタジオ |
| コーディネート                       | 関谷典子 |
| 制作                                 | 荒木浩三 澤原豊 |
| 音楽協力                             | テレビ朝日ミュージック |
| 協力                                 | 北海道テレビ 青森朝日放送 岩手朝日テレビ 東日本放送 秋田朝日放送 山形テレビ 福島放送 新潟テレビ21 長野朝日放送 静岡朝日テレビ 北陸朝日放送 名古屋テレビ放送 朝日放送テレビ 広島ホームテレビ 山口朝日放送 瀬戸内海放送 愛媛朝日テレビ 九州朝日放送 長崎文化放送 熊本朝日放送 大分朝日放送 鹿児島放送 琉球朝日放送 川崎市 藤子・F・不二雄ミュージアム 高岡市 藤子・F・不二雄ふるさとギャラリー |
| 文芸協力                             | 加川大地 (ストーリーライダーズ) |
| アニメーション協力                   | ベガエンタテイメント 武井健 滝島久美子 馬場潤 本田遼太郎 玉寄嘉章 池野華乃 Wish 石川直樹 |
| 車両協力                             | 小松通商 |
| アフレコ台本印刷                     | 三交社 |
| 制作事務                             | 平山友紀 |
| 制作進行                             | 阿部悟 山浦聡士 中川雅貴 |
| 制作進行補佐                         | 鈴木裕介 立花優奈 吉田拓斗 宮越綾香 上村駿汰郎 入野航河 叶文卓 大西祐貴 大嶋慶太 小島圭太 古賀大貴 大森翔 |
| 制作デスク補佐                       | 関口勇聖 |
| 制作デスク                           | 紙谷泰吏 |
| 協力制作                             | 佐藤大真 増谷大輔 佐藤喬彦 |
| チーフプロデューサー                 | 森文彦 中島進 |
| プロデューサー                       | 小西佑平 谷澤吉紀 八木征志 勝山健晴 |
| 宣伝プロデューサー                   | 宮千香子 |
| メディアプロモーション               | 須賀航平 幕内一男 |
| 宣伝                                 | 宮田朋子 三浦英明 坂入可奈子 窪田義弘 浅原聡子 山口泰弘 |
| 予告編制作                           | 蔦川亜希 林崎ともみ |
| 予告編演出                           | 壽崎誠 |
| クリエイティブディレクター           | 宮田庄司郎 星聡宏 |
| アートディレクター                   | 後藤浩文 |
| コピーライター                       | 佐藤茉依 |
| オフィシャルWEB                      | 村田大典 蓮沼祐治 |
| ドラえもんチャンネル                 | 與儀祥子 片原泰志 |
| おまけ映像                           | 堂山卓見 小林麻衣子 藤田優奈 杉﨑聡 増泉路子 |
| テレビアニメーションプロデューサー   | 遠藤一樹 河西麻利子 |
| プロモーションプロデュース           | 川田哲也 吉田健司 |
| 小説                                 | 「小説 映画ドラえもん のび太の宇宙小戦争 2021」 (小学館ジュニア文庫) 福島直浩 |
| 掲載                                 | 小学館の児童誌 ベビーブック めばえ 幼稚園 学習幼稚園 小学一年生 小学8年生 ぷっちぐみ ちゃお 月刊コロコロコミック 別冊コロコロコミック コロコロイチバン! てれびくん |
| 「映画ドラえもん」制作委員会         | 杉山登 天野賢 林郁美 馬場亮一 カリー知子 宮澤英太郎 西口なおみ 大金修一 河西麻利子 石井麻衣子 石関暁 伊藤澄 今井統人 相賀信宏 熊内真弓 小西麻理 坂本雄司 佐々木礼子 島村英司 徳山雅記 戸高伸一郎 藤河秀雄 藤田健一 松井聡 丸澤滋 山田卓司 脇立樹 小野仁 川崎栞 石田菜穂子 柳井寛史 岩田皐希 天野翔一郞 鶴崎りか 中村快 佐藤絵里子 浅田幸男 北條暁子 須子泰充 山下優人 田中聡敏 藤澤佑介 清田宏美 島田正吾 秋田純 中村航平 池田光子 関野亮央 大谷絵里 渡辺祥子 |
| 配給                                 | 東宝 |
| 製作                                 | 藤子プロ FUJIKO PRO 小学館 テレビ朝日 シンエイ動画 ADKエモーションズ ShoPro |
|                                      | 藤子プロ・小学館・テレビ朝日・シンエイ・ADK 2021 |

## おまけ映像
第2期の映画では恒例となっている、エンドロール後のおまけ映像（次作の予告）は、青空と白い雲→プロペラ飛行機が飛び回る→飛行船に「2023年公開決定！」。その後2022年7月6日に『映画ドラえもん のび太と空の理想郷』が発表された。

## 音楽

### 主題歌
「Universe」
歌・編曲 - Official髭男dism / 作詞・作曲 - 藤原聡（ポニーキャニオン）

### 挿入歌
「ココロありがとう」
歌 - ビリー・バンバン / 作詞 - 松井五郎 / 作曲 - 菅原進・菅原知子 / 編曲 - 森正明（ユニバーサルミュージック）

### サウンドトラック
『「映画ドラえもん のび太の宇宙小戦争（リトルスターウォーズ） 2021」オリジナル・サウンドトラック』のタイトルで2022年8月31日に発売・配信。全45曲収録。当初は2021年3月3日に全30曲を収録して発売予定だったが、公開延期により発売は延期された。その後、2022年3月2日に発売予定となり、収録曲数も45曲に増えたが、公式サイトの説明もなく再び発売が延期されていた。
| 全作曲: 服部隆之。 |                                 |      |            |
| #                  | タイトル                        | 作詞 | 作曲・編曲 |
| 1.                 | 「ピリカに迫る危機」            |      | 服部隆之   |
| 2.                 | 「宇宙小戦争2021 オープニング」 |      | 服部隆之   |
| 3.                 | 「撮影開始!」                   |      | 服部隆之   |
| 4.                 | 「小さな宇宙人パピ」            |      | 服部隆之   |
| 5.                 | 「ドールハウスへようこそ」      |      | 服部隆之   |
| 6.                 | 「アストロバギーに乗って」      |      | 服部隆之   |
| 7.                 | 「クジラ型宇宙戦艦襲来」        |      | 服部隆之   |
| 8.                 | 「ピリカの悲劇」                |      | 服部隆之   |
| 9.                 | 「探査球」                      |      | 服部隆之   |
| 10.                | 「PCIAのテーマI」               |      | 服部隆之   |
| 11.                | 「PCIAのテーマII」              |      | 服部隆之   |
| 12.                | 「発進!アストロタンク」         |      | 服部隆之   |
| 13.                | 「憧れのミルク風呂」            |      | 服部隆之   |
| 14.                | 「無人のドールハウス」          |      | 服部隆之   |
| 15.                | 「ロコロコ」                    |      | 服部隆之   |
| 16.                | 「公園の約束」                  |      | 服部隆之   |
| 17.                | 「大統領に告ぐ」                |      | 服部隆之   |
| 18.                | 「囚われたピイナ」              |      | 服部隆之   |
| 19.                | 「ロコロコは止まらない」        |      | 服部隆之   |
| 20.                | 「自分にできること」            |      | 服部隆之   |
| 21.                | 「ピリカ星」                    |      | 服部隆之   |
| 22.                | 「大統領の帰還」                |      | 服部隆之   |
| 23.                | 「800 vs 80万」                 |      | 服部隆之   |
| 24.                | 「ギルモア将軍」                |      | 服部隆之   |
| 25.                | 「避けられない戦い」            |      | 服部隆之   |
| 26.                | 「流星になって」                |      | 服部隆之   |
| 27.                | 「変装」                        |      | 服部隆之   |
| 28.                | 「ピリポリス市内」              |      | 服部隆之   |
| 29.                | 「効果切れ」                    |      | 服部隆之   |
| 30.                | 「作戦会議」                    |      | 服部隆之   |
| 31.                | 「自由同盟の危機」              |      | 服部隆之   |
| 32.                | 「しずかの決意」                |      | 服部隆之   |
| 33.                | 「アストロスラスター」          |      | 服部隆之   |
| 34.                | 「逃げろのび太!」               |      | 服部隆之   |
| 35.                | 「戴冠式」                      |      | 服部隆之   |
| 36.                | 「一番大事な約束」              |      | 服部隆之   |
| 37.                | 「孤軍奮闘」                    |      | 服部隆之   |
| 38.                | 「巨大なしずかちゃん」          |      | 服部隆之   |
| 39.                | 「二人の巨人」                  |      | 服部隆之   |
| 40.                | 「起死回生」                    |      | 服部隆之   |
| 41.                | 「最終決戦」                    |      | 服部隆之   |
| 42.                | 「敗北の長官」                  |      | 服部隆之   |
| 43.                | 「ピリカに生きる」              |      | 服部隆之   |
| 44.                | 「たとえ遠く離れても」          |      | 服部隆之   |
| 45.                | 「上映会」                      |      | 服部隆之   |

## 制作

### 企画・スタッフィング
監督は前作の今井一暁から交代し、山口晋が就任した。山口は『映画ドラえもん 新・のび太と鉄人兵団 〜はばたけ 天使たち〜』（2011年）に参加して以降『ドラえもん』に作画で携わるようになったが、「死ぬまでに一回は『映画ドラえもん』を作ってみたいな」と思い立ち、実現のための「五カ年計画」を始める。「テレビシリーズの演出をやらせてください」と自ら手を挙げ、テレビスペシャル・映画の演出を手がけていき、周りに「自分はこのスケジュールでこれぐらいのことができますよ」というアピールを図った結果、ついに声がかかったという。しかしスケジュール的にオリジナルは難しかったため、山口は『のび太の宇宙小戦争』を希望し、本作が制作されることとなった。山口によると『のび太の海底鬼岩城』も勧められたという。
ちなみに本作以前にも『のび太の宇宙小戦争』のリメイクは『映画ドラえもん のび太のひみつ道具博物館』（2013年）などを手掛けた監督の寺本幸代により提案されたことがあった。その時は寺本が同時に挙げていた『のび太と鉄人兵団』が選ばれ、山口も原画マンとして当時参加した『新・のび太と鉄人兵団 〜はばたけ 天使たち〜』（2011年）が制作されている。
脚本の佐藤大は、シンエイ動画作品『怪盗ジョーカー』（2014年 - 2016年）でシリーズ構成・脚本を手がけており、その縁で2017年7月にスタッフ・映像面において一部リニューアルした『ドラえもん』の脚本に参加することとなった。佐藤によるとスタッフ等「『ドラえもん』に関わる意味での何か新しい新鮮な風を入れてくれるような人」に対し映画のオリジナルが募集されており、何回か提出したある日呼ばれ「これやりませんか」と言われたのが『のび太の宇宙小戦争』だったという。
キャラクターデザインには丸山宏一がそれぞれテレビシリーズから選出された他、メカデザインにはこれまでの山口晋監督作品においてメカデザインを担ってきた石垣純哉が本作も担当している。

### シナリオ・セッティング
『のび太の宇宙小戦争』を現代にリメイクする意味を念頭に置いたうえで、佐藤は自分なりのプロットを執筆した。その後、監督の山口晋も同様の変更をもとにしたプロットを執筆していたことが判明する。そこで2人は、本作のゲストキャラクターであるパピのキャラクター性を追求することにした。
原作では、物語の前半でパピがPCIAによってのび太たちと引き離されるが、それを踏襲してはパピとのび太たちの交流で生まれてくるものが描けないため、佐藤は山口に相談し、原作の前半部に相当する部分を短縮し、その分をパピとのび太たちの交流に充てたと東洋経済オンラインとのインタビューの中で説明している。同様の理由から、新キャラクターとしてパピの姉・ピイナを登場させた。また、原作のパピは「地球人よりもはるかに優れた知的生命体」という連載当時における宇宙人のイメージに沿った人物として描かれており、違いを受け入れることを普通とする現代（2021年）の子どもたちの価値観とは合わないため、パピが感情的になる場面も入れられた。
パピ以外のキャラクターについても、人物像の深掘りが行われた。
たとえばスネ夫の場合、「思い切って事を成し遂げたいが、口先だけにとどまってしまう」大多数を代表する存在として描かれていると同時に、同調圧力に屈して自らの意に反することをしてしまうことへの答えとして描かれている。また、スネ夫は原作においても厭戦的な態度を見せる場面はあったが、佐藤は「ほかの星の問題は当事者同士で解決すべきであり、自分たちが介入すべきか」というのは今の自分たちが共感できる感覚であると考え、スネ夫が戦いに消極的になる場面を増やした。ピイナ役の松岡茉優はスネ夫が素直に戦いを恐れる気持ちを吐露したことで逆に励まされたと2022年3月27日の舞台挨拶の中で答えており、もし彼が「みんなが（戦いに行こうと）言うから、（僕も）行く」と答えていたら自分は少し心苦しくなるだろうと述べている。
一方、のび太はヒロイックになりすぎてしまうことがあるため、失敗ばかりしているという部分を意識して演出することで、かっこ悪いのび太としての意義を描く試みが行われた。
また、原作漫画ではピリカ星の国民がギルモアを追い詰める課程があっさりと描かれているうえ、最終ページの1ページ目で初めて国民自身がギルモアを倒す場面が描かれる。
佐藤は他の部分を強化した以上、終盤の描写を踏襲するとバランスを欠くものの、いいアイデアがなかなか浮かばなかった中、原作漫画では言及のみだったギルモアの戴冠式に着目したと振り返っている。ギルモアの戴冠式はパピの死刑とセットであり、パピの演説の内容はのび太たちとの交流を踏まえたものとなっている。
佐藤は「[前略]でも、今の自分にできることは、嘘をつかないで自分の気持ちを伝えることしかないんだと。これは作品全体に通底するテーマです。」と説明しており、ドラえもんの映画すべてに通ずるとしている。また、原作におけるパピの叫びは死刑判決が言い渡される場面だが、国民がその場面を目撃しておらず、負け犬の遠吠えのように見えることから、本作ではギルモアの戴冠式に変更され、国民の蜂起につなげた。

### 演技・キャスティング
ゲスト声優のうち、パピの姉・ピイナ役には松岡茉優が起用された。
山口は、松岡の第一声で「ドラコルル」というセリフを聞き、松岡でよかったと感じたとアニメイトタイムズとのインタビューの中で振り返っており、その理由として、ピイナはパピの精神的な後ろ盾という位置づけである以上、筋の通ったキャラクターであることが求められるが、松岡がしっかりと演じてくれたと説明している。
また、ドラえもんらの協力者である地下組織のリーダーと自由同盟のパイロットは、ミルクボーイが演じた。山口は劇中におけるこの2人がコメディリリーフではなく、国を救うために必死になる若者たちと位置付けており、声優初挑戦だからこその一生懸命さや必死さが役と合っていたとアニメイトタイムズのインタビューの中で話している。
ドラえもんたちと敵対するピリカ星の独裁者・ギルモアは、香川照之が起用された。
山口は、香川に「一番の嫌われ者を演じてください」と手紙で依頼したとアニメイトタイムズとのインタビューの中で明かしており、山口によると、収録の際に香川は身振り手振りを用いて演技をしていたとされている。山口は、香川にギルモアを憎たらしい人物として演じてほしかったが、予想以上に人間臭さが出るといううれしい誤算もあったとアニメイトタイムズとのインタビューの中で振り返っている。

### ビジュアル
キャラクターデザインは原作寄りにしつつも、古くなりすぎぬよう、注意が払われた。また、前作と同じくドラえもん達の頭に常に光が当たるようにされた。
また、本作においては、20世紀の特撮映画に対するリスペクトということで、一部の場面では実物のミニチュアを背景の一部として使用されており、これは映画ドラえもんシリーズとしては初めての試みである。これらのミニチュア制作は白組が担当した。

## 発表
2020年11月16日に、本作のビジュアル・ホームページが公開され、2021年3月5日公開であることが発表された。同日に、90秒の予告編が公開され、主要スタッフ・主題歌アーティストが発表された。前作『映画ドラえもん のび太の新恐竜』の公開延期により、本作のタイトルやホームページの解禁が例年より遅れた。
2021年1月9日より、テレビアニメのエンディングテーマに映画主題歌が使用され、エンディング画面には予告編の画面が使用された。
1月29日に、昨年と同様新型コロナウイルス感染症（COVID-19）流行の影響で、公開日の延期が発表された。テレビアニメにおいては翌日放送分の「リトルな世界」放送後に、ドラえもんにより告知された。
前作よりも早期に延期が発表されたことから、ゲスト声優等の公表は行われず、関連商品も発売延期となった一方、主題歌の『Universe』は予定通り発売された。
7月17日に、テレビアニメ放送分終了後、公開が2022年春に決定した旨が発表された。公開年度は変わるがタイトルの変更をせず「2021」表記のままであった。
11月9日には新公開日（2022年3月4日）並びにゲスト声優（松岡茉優・香川照之）が発表され、ポスターや映画の公式サイトに新しいロゴが登場した。元々は、漢字の「宇宙小戦争」の下にカタカナの「リトルスターウォーズ」とルビを振り、その下に「2021」と書かれたが、新ロゴでは、ルビと「2021」が同じ大きさで、1行に書かれるようになった（ただしその後順次公開された予告映像などでは以前のロゴが使用されている）。
11月18日には新予告映像並びにゲスト声優として朴璐美（パピ）、梶裕貴（ロコロコ）、諏訪部順一（ドラコルル）の参加が発表された。
2022年1月17日には、挿入歌がビリーバンバンの『ココロありがとう』であることが発表された。
1月25日には新たなゲスト声優としてミルクボーイ（内海崇・駒場孝）の参加が発表される。
2月4日には映画の関連映像として「TVCM ストーリー篇」、2月9日に『Universe』（Official髭男dism）と『少年期』（武田鉄矢）を使用した「スペシャルPV」。
2月24日には「スペシャルPV ～Universe ver.～」、「TVCM 感動篇」・「TVCM ロコロコ篇」が映画の公開に向け順次配信された。

## リリース
新型コロナウイルス感染症（COVID-19）流行の影響で2月20日・2月26日・2月27日に予定されていた小学館連合試写会・ドラえもんチャンネルアプリ特別試写会は中止となったものの、予定通り3月4日には映画が公開。翌日の3月5日にはTOHOシネマズ 六本木ヒルズにおいて9時30分上映回の終了後に公開記念舞台挨拶が行われた。登壇者はドラえもん・のび太・しずか・ジャイアン・スネ夫、松岡茉優、ミルクボーイ、監督の山口晋。公開記念舞台挨拶の模様は公式アプリ「ドラえもんチャンネル」で配信され、レポートが東宝公式サイトのニュース記事として公開された。
また、3月27日にはTOHOシネマズ 六本木ヒルズにおいて、大ヒット御礼「おしえてドラえもん」舞台挨拶が10時上映回の終了後に開催された。登壇者はドラえもん・のび太・松岡茉優。

## 興行成績
2022年3月5～6日の土日二日間で動員約32万2000人、興収3億9400万円をあげ初登場1位を獲得、4日（初日）から6日までの3日間の累計では動員35万人、興収4億4000万円を突破した。最終的な興収は26.9億円となり、2011年の『新・のび太と鉄人兵団 〜はばたけ 天使たち〜』以来、11年ぶりの低水準となった。
|                               | 動員数 （万人） | 動員数 （万人） | 動員数 （万人） | 興行収入 （億円） | 興行収入 （億円） | 備考                                    |
| 週末                          | 週末            | 累計            | 週末            | 累計              |                   | 備考                                    |
| ----------------------------- | --------------- | --------------- | --------------- | ----------------- | ----------------- | --------------------------------------- |
| 1週目の週末 (3月5日・6日)     | 1位             | 32.2            | 35.9            | 3.94              | 4.4               |                                         |
| 2週目の週末 (3月12日・13日)   | 1位             | 22.9            | 66.9            | 2.81              | 8.2               |                                         |
| 3週目の週末 (3月19日・20日)   | 2位             | 19.3            |                 | 2.36              | 11.9              | 21日まで累計興収13.3億円、動員109.5万人 |
| 4週目の週末 (3月26日・27日)   | 3位             | 14.5            | 136.0           | 1.79              | 16.4              |                                         |
| 5週目の週末 (4月2日・3日)     | 3位             | 12.0            | 178.5           | 1.49              | 21.3              |                                         |
| 6週目の週末 (4月9日・10日)    | 3位             |                 | 200.2           | 0.74              | 23.8              |                                         |
| 7週目の週末 (4月16日・17日)   | 4位             |                 | 206.2           | 0.54              | 24.6              |                                         |
| 8週目の週末 (4月23日・24日)   | 8位             |                 | 209.8           | 0.35              | 25.0              |                                         |
| 9週目の週末 (4月30日・5月1日) | 8位             |                 |                 | 0.35              | 25.6              | 5月1日まで累計動員214万人を突破         |
| 10週目の週末 (5月7日・8日)    | 10位            |                 | 220.6           | 0.15              | 26.3              |                                         |
| 11週目の週末 (5月14日・15日)  | -               |                 |                 |                   |                   |                                         |
| 12週目の週末 (5月21日・22日)  | -               |                 |                 |                   | 26.5              |                                         |

## 評価
公開の1週間前にロシア軍によるウクライナの侵攻が始まり、独裁者とそれに抵抗する大統領という構図が奇しくも本作とリンクしたことで、現実の戦争と本作を結び付けたレビューが相次いで執筆された。このうち、RealSoundの久保田和馬は、パピが劇中で身に着けているペンダントがウクライナの国旗と同じ色であるという「偶然」を指摘している。
ライターの井中カエルは、Realsoundに寄せた記事の中で、パピの逃走劇からのび太たちの映画撮影へと至る冒頭の展開を評価しつつも、そのくだりが省略化されている点については映画のスピードが公開当時と比べて加速しているのではないかと推測している。加えて、パピと出会ったのび太たちがスモールライトで小さくなって非日常を楽しむ場面についても、日常の場面とこれから起こる戦争のつなぎとしてうまかったと井中は評価している。
また、井中は近年のドラえもん映画において子どもでもわかるよう感情表現を大げさにしつつも、ギャグになりすぎないよう作画が丁寧である傾向を指摘しており、特に本作においては、スネ夫が本物の戦争を目の当たりにして恐怖に震える様子を通じて、子どもでも戦争の恐怖を感じさせることに成功したと述べている。
ライターの杉本穂高は、アニメ専門のニュースサイト「アニメ!アニメ!」に寄せた記事の中で、登場人物のドラコルルがより魅力的な悪役としてギルモアはより哀れな独裁者として描かれており、この2人の対比を通じて独裁の哀れさがよくわかると述べている。また、杉本は原作漫画並びに1985年版よりも、民衆の勇敢さが強調されていると指摘したうえで、「圧政を打倒するのは外部の軍事力ではなく、その国に生きる人々であるべきだというメッセージが込められているのかもしれない。」と推測している。

## 関連・コラボ企画

### 入場者全員プレゼント
入場者全員プレゼントは、漫画とクイズを収録した小冊子『ロコロココミック』が配布された。前作と同じく漫画冊子となったがクイズや付録などが追加されている。

### 前売り特典
前売特典として『くるっとパカっとドラルーペ』が配布された。

### テレビシリーズ

#### 本編
2020年12月31日放送『大みそかだよ!ドラえもん1時間スペシャル』内にて、『ドラえもん のび太の宇宙小戦争』にちなみ「超大作特撮映画「宇宙大魔神」」を放送。2021年1月16日放送(2022年1月15日に再放送)「テレビとりもち」にて、映画主題歌『Universe』を手がけるOfficial髭男dismの4人が本人役で出演。放送後、出演シーンの動画を『ドラえもん』公式Twitterアカウントが特別公開した。2022年3月19日放送分ではオープニング開始前に映画本編映像（映画本編のオープニングが終わった直後からドラえもん・のび太がパピと出会う場面まで）が流された。公式アプリ「ドラえもんチャンネル」では、この映像に松岡茉優の特別コメント映像を追加したスペシャルバージョンが配信された。

#### エンディング
2021年1月9日 - 2022年3月12日放送分はエンディングテーマが映画主題歌『Universe』に切り替わり、映像も映画予告編を使用した物となる。映像は2022年1月8日放送分より内容が変更された。エンディング制作は壽崎誠・嵐悠太。2022年3月19日放送分ではピイナ役の松岡茉優が藤子・F・不二雄ミュージアムでの映画にちなむ特別展示・音声ガイドの案内、『リトルな世界』に挑戦する映像が放映された。

#### リトルな世界
2021年1月16日 - 3月6日、2022年1月15日 - 1月29日で挿入されたミニコーナー。ナレーションはドラえもん（水田わさび）。ミニチュア写真家・見立て作家の田中達也が制作するドラえもんにちなんだ作品が公開された。一般視聴者による写真作品も募集し、2022年3月5日放送分より応募作品の発表が行われた。
スタッフ
- ミニチュア制作 - 田中達也
- 協力 - 渡邉郁美（MINIATURE LIFE）
- ディレクター - 昼間達樹

#### ドラガオじゃんけん
2021年1月9日 - 1月23日、2022年1月8日 - は、映画に登場するパピの格好（宇宙服姿）をしたドラえもんがじゃんけんを担当。じゃんけんの結果発表もドラえもんの頭にパピ本人が座っている。1月30日放送分以降の2021年内放送分は映画の公開延期の影響で通常の物に戻された。

#### パピを探せ!
2022年2月26日に放送された『映画ドラえもん のび太の新恐竜』内で行われたプレゼント応募企画。赤のコスチュームを着たスペシャルバージョンのパピが、番組放送中の登場回数は何回だったかを回答し、正解者に抽選で映画グッズのセットがプレゼントされた。

### その他関連商品
小説 映画ドラえもん のび太の宇宙小戦争 2021
小学館ジュニア文庫より新書判が発売。リメイク版で小説が発売されるのは今回が初。執筆はテレビシリーズ脚本および、一部の小説版映画ドラえもんを手がけている福島直浩。執筆にあたり、本作の脚本を担当する佐藤大も協力を行っている。当初は2021年2月5日に発売予定だったが、公開延期により発売延期となった。その後、2022年2月4日に発売された。
ゲーム ドラえもん のび太の宇宙小戦争 2021
Nintendo Switch用ゲームソフト。当初は映画公開に合わせ2021年3月5日にフリューより発売予定だったが、公開延期により発売も延期となった。その後、延期後の映画公開日に合わせて2022年3月4日に発売された。

### その他イベント
次世代ワールドホビーフェアオンライン
『次世代ワールドホビーフェアオンライン』公式ページにて『ドラえもん』ブースを開設。2021年1月13日 - 1月31日の期間限定でスペシャル動画を公開した。
1985年公開『映画ドラえもん のび太の宇宙小戦争』リバイバル上映
デジタルリマスター版『ドラえもん のび太の宇宙小戦争』（1985年）のリバイバル上映が7都道府県9劇場で2021年11月23日 - 12月2日の期間に行われた。
リバイバル上映記念 Twitter企画 #大人になったキミへ
『ドラえもん のび太の宇宙小戦争』（1985年）のリバイバル上映を記念し開始した企画。『のび太の宇宙小戦争』の名シーンとセリフをドラえもんチャンネル公式Twitterアカウントが11月22日より10日間投稿する。同じハッシュタグで投稿したユーザーの中から抽選で『ドラえもん のび太の宇宙小戦争 2021』の鑑賞チケットがプレゼントされる。ハッシュタグで投稿するとドラえもんチャンネル公式Twitterアカウントより返信が行われ、『のび太の宇宙小戦争 2021』内の特別シーン画像が添付される。特別シーン画像には1985年版主題歌『少年期』の歌詞をもじった「僕はいつごろ大人になったんだろう。」という一文が添えられている。
公式アプリ「ドラえもんチャンネル」
有料プラン「オールマイティパス」の会員限定コンテンツとして、2022年5月末までの期間限定で『のび太の恐竜』から『のび太の新恐竜』までの歴代映画作品の配信、「宇宙小情報（リトルスターニュース）」（後述）の先行配信、2022年2月26日20時54分 - 3月4日9時59分までの期間限定で「関智一&木村昴 特別対談」の配信が行われ、「関智一&木村昴 特別対談」はプレゼントクイズキャンペーンも実施された。また、映画公開記念として2022年3月4日 - 5月9日までの期間限定でゲスト声優を務めたミルクボーイとスネ夫・ジャイアンによる特別トーク、YouTubeで公開された本編特別映像に松岡茉優の特別コメント映像を追加した動画など、本作ではアプリ限定の配信が様々試みられている。
宇宙小情報（リトルスターニュース）
ドラえもんとのび太が映画の見どころポイントを紹介する動画。見どころ篇・ひみつ道具篇・キャラクター紹介篇・最新テクノロジー篇の全4回。第3回よりロコロコも解説として加わった。動画は公式アプリ『ドラえもんチャンネル』の有料プラン「オールマイティパス」の加入者に先行公開された後、2022年2月25日から映画公式サイトとYouTubeで一般公開を開始した。
メディア向け完成報告会
2022年2月20日、東京国際フォーラムにてメディア向け完成報告会が催された。登壇者はゲスト声優の松岡茉優とミルクボーイ（内海崇・駒場孝）、ドラえもん・のび太・しずか・ジャイアン・スネ夫、監督の山口晋。司会はテレビ朝日アナウンサーの弘中綾香が務めた。完成報告会の模様は公式アプリ「ドラえもんチャンネル」で配信され、レポートが東宝公式サイトのニュース記事として公開された。
藤子・F・不二雄ミュージアム
2022年2月23日 - 6月30日の期間中、川崎市 藤子・F・不二雄ミュージアムで映画に関連する展示と映画スペシャル音声ガイドを行った。展示は原作『大長編ドラえもん のび太の宇宙小戦争』のまんが原画、映画で使用されたミニチュアセット、PCIAの戦闘艦模型。音声ガイドはパピ・ロコロコ・ドラコルルが担当し、公式アプリ「ドラえもんチャンネル」の無料会員であればスマートフォンで利用することが出来た。
パピを探せ!
2022年2月25日 - 4月15日の期間開催した抽選プレゼント応募キャンペーン。パピの映った写真（公式サイトで配信されるARフォトフレームを使用した写真でも可）を、TwitterまたはInstagramにハッシュタグ「＃パピ目撃情報」とともに投稿する。投稿数によって抽選で手に入れられるプレゼントの内容が増えていく。
キミの考えた「ロコロコ」を描こう!
2022年5月6日までの期間開催した抽選プレゼント応募キャンペーン。映画入場者プレゼント「ロコロココミック」の撮影用応募フレーム（公式アプリ「ドラえもんチャンネル」からのダウンロードも可）にオリジナルのロコロコを描いて撮影した写真を、Twitterにハッシュタグ「＃ロコロコイラストキャンペーン」とともに投稿する。作例としてむぎわらしんたろう・ときわ藍がイラストを描き下ろした。
山口晋監督セレクション
2022年3月6日16時 - 19時45分、CSテレ朝チャンネル1にて『『映画ドラえもん のび太の宇宙小戦争 2021』公開記念 山口晋監督セレクション』のタイトルで、監督の山口が過去に絵コンテ・演出を手がけたテレビシリーズ『ドラえもん』作品を放送した。
瀬名秀明×辻村深月 ふたりの宇宙小戦争
両者ともに大のドラえもんファンである、『小説版ドラえもん のび太と鉄人兵団』（2011年）を執筆した瀬名秀明と、『映画ドラえもん のび太の月面探査記』（2019年）の脚本・小説版を執筆した辻村深月による対談が公開された。PART1「受け継がれていく「思いやり」の気持ち」・PART2「どの時代にも通じる普遍性が描かれている」の全2回。
『グッドモーニング』へのゲスト出演
2022年3月18日、『グッドモーニング』内のお天気検定で、ドラえもんとロコロコがゲストして出演した。ロコロコがドラえもんにどら焼きを食べられたことを白状したり、ハピとのび太が同い年なのを受け、見習ってほしいなどと話した。
ぷよぷよクエスト
2022年2月4日から3月6日まで、パズルRPG『ぷよぷよ!!クエスト』とのコラボイベントが開催され、ドラえもん・のび太・しずか・スネ夫・ジャイアン・パピ・ロコロコが登場した。

## ブルーレイ
2022年12月7日にDVD・ブルーレイの発売とレンタルが開始された。